# Smithiantha laui
Smithiantha laui är en tvåhjärtbladig växtart som beskrevs av Wiehler. Smithiantha laui ingår i släktet Smithiantha och familjen Gesneriaceae. Inga underarter finns listade i Catalogue of Life.